# Croton lithrifolius
Espèce
Croton lithrifolius est une espèce de plantes à fleurs du genre Croton et de la famille Euphorbiaceae présente au Paraguay.
Il a pour synonyme :
- Julocroton lithrifolius, Croizat